# 社交不安障害
社交不安障害（しゃこうふあんしょうがい、英: social anxiety disorder: SAD）あるいは社交恐怖（しゃこうきょうふ、英: social phobia）とは、自分が他人からどう見られるか、どう思われるかを過度に心配することで不安を感じるために、社交（人間関係）を過度に避けたり、耐えたりすることによって、相当な苦痛がある、または生活に重大な支障があるという精神障害である。対人恐怖症とほぼ同義。
混同されやすいが、正常かつ疾患ではない「内気（人見知り）」とは、単に知り合いのいないパーティなどを怖がるといったものである。対して、社交不安障害では、人と会ったり、人前に出たりするたびに毎回、動悸、下痢、発汗、震え、時にパニック発作といった不安症状が起こる疾患。こうした症状が繰り返し起こることで日常生活に支障をきたし、症状を避けるためとして、人と会うこと、外出を避けるようになる。
2008年に日本精神神経学会は、「社会」から「社交」へと訳語を変更した。以前のDSM-IVでは社会恐怖と社会不安障害の併記、それ以前のDSM-IIIでは社会恐怖である。対人恐怖の概念と似ているとする意見がある。
治療は、認知行動療法が優先され、薬物療法では選択的セロトニン再取り込み阻害薬(SSRI)であり、反応が部分的である場合にこれらが併用される。子供や若年者での薬物療法や、大人でのSSRI以外の薬は推奨されない。具体的な治療法については「#治療」を参照。

## 定義
人から注目を集める場面において、誰しも不安を感じることがあり、それをあがり症と呼んだり、特にあがりやすい人をシャイと呼んだりする。通常は、そういった場面に慣れるうちにあがりにくくなるものであり、身体的な症状はあまり発現しない。
これに対して社交不安障害は、対人場面で過剰な不安や緊張が誘発されるあまり、動悸・震え・吐き気・赤面・発汗などの身体症状が強く発現し、そういった場面にはなかなか慣れないため、対人関係がうまく築けず集団の中で孤立してしまったり、たとえしなければならないことであっても、対人場面を次第に避けるようになり、日常生活に多大な影響を及ぼす点が異なる。

## 主な症状
社交不安障害患者が強い不安を感じる場面として、最も多いのが「見知らぬ人や、少し顔見知りの人との会話」と「人前での発言・スピーチ」、次いで、「権威がある人（社会的立場が上の人）との面談・会話」、「会社で電話をとる」、「受付で手続きをする」、「人前で文字を書く」、「人前でご飯を食べる」、「会食やパーティに参加する」などである。
このような場面で社交不安障害患者には、さまざまな症状が身体に現れる。強い不安を感じる、強い緊張を感じる、頭が真っ白になり何も答えられない、声が震える、声が出ない、手足の震え、めまい、動悸、口が渇く、赤面する、汗が出る、吐き気がする、胃のむかつき等の症状がある。
こうした強い不安を避けるため、また人に知られたくないと考えるあまり、社交不安障害患者は周囲の人々との接触や、人前での活動を避けるようになり、日常生活に支障を及ぼすことになる。また、症状が慢性化すると、うつ病やパニック障害などが併発する危険性がある。
症状はパニック障害と似ているが、パニック障害が「死」や「精神的におかしくなってしまうこと」に対する強い不安であり発作的に症状が発現するのに対し、社交不安障害では「人」や「社交場面」に対する強い不安であるところなどが異なっている。
「自殺を考えたことがある」人の割合はうつ病の人よりも多く、実際周囲の人が思っている以上に患者達は悩んでいるといわれる。
生涯有病率は3 - 13%といわれており決して稀な病気ではない。5歳以下など世代を問わず発症するが、特に15歳頃の思春期に多く、一般的な不安障害の中で最も発病年齢の低い病気といわれている。その一方、30 - 40代あたりに管理職につき、人前で話す機会が多くなり発症するといったケースもめずらしくない。

## 診断基準
DSMをもとに作成された簡易構造化面接法（M.I.N.I.）によれば、以下のすべての項目に当てはまる場合、社交不安障害の可能性がある。
- 人前で、話をしたり食事をしたり文字を書いたりするときに他人から注目されていると思うと、怖くなったり戸惑ったりする
- それは、自分でも怖がりすぎていると思う
- それは、わざわざ避けたり、じっと我慢したりしなければならないほどである
- それによって職業・社会生活が妨げられているか、または著しい苦痛を感じている

治療的な介入するかを評価するために社交恐怖評価尺度(SPIN)や、Liebowitz社交不安尺度(LSAS)のような評価尺度の使用を考慮できる。

### 鑑別診断
正常な内気は、侮辱されるのを恐れたり、知り合いのいないパーティを怖がるといったものである。社交不安障害となるのは、相当な苦痛がある、または生活に重大な支障があるものである。
回避性パーソナリティ障害では、社交の回避は早期からはじまって持続しており、行動パターンとして広くなっている。広場恐怖症では回避は社交状況だけでない。限局性恐怖症も社交以外の状況を回避する。うつ病では意欲や興味の減退によって社交状況から退いている。
回避性パーソナリティ障害、アルコールや薬物乱用、気分障害、他の不安障害、精神病や自閉症が併存している場合がある。自己治療としてのアルコールは収拾がつかなくなりがちで、抗不安薬も種類によっては不安が依存を招き、離脱が不安を引き起こすような状態に陥りうる。

## 治療
英国国立医療技術評価機構(NICE)の2013年の診療ガイドラインに従えば以下である。
うつ病エピソード以降の社交不安はうつ病の治療に準じ、社交不安障害が先行している場合に社交不安障害の治療がなされる。
社交不安障害のための認知行動療法であるクラークとウェルズ式か、暴露を含むヘインバーグ式によって、約4か月間の15回ほどのセッションである。もし、これを断り薬物療法を好む場合には、認知行動療法を断る懸念について話し合われる。社交不安障害では、曝露を含んでいる認知行動療法が行われ、従来は慣れ（馴化）を目的としていたが今では異なる目的でなされるものもある。
薬物療法では選択的セロトニン再取り込み阻害薬(SSRI)である。エスシタロプラムまたはセルトラリンであり、反応がないか部分的である場合には認知行動療法を追加する。エスシタロプラムまたはセルトラリンに反応しないか副作用のため中止となった際には、フルボキサミン、パロキセチン、ベンラファキシンが考慮されるが、パロキセチンおよびベンラファキシンには中止時にSSRI離脱症候群の可能性があり、過剰摂取時の毒性や自殺のリスクが伴う。
子どもや若年者では心理学的介入によって、8～12回にわたり社会的な状況に対する技能を訓練する。
推奨されないのは、子どもや若年者への定期服用の薬物療法、あるいは大人での定期服用の三環系抗うつ薬、抗精神病薬、抗てんかん薬、ベンゾジアゼピン、セント・ジョーンズ・ワート、またはマインドフルネスベースの心理療法である。

### 心理療法

#### 認知行動療法
メタ分析によって、社交不安症に対する認知行動療法の有効性が実証されている。国内でも、社交不安症の認知行動療法マニュアルが公開されている。その主な技法として、動画フィードバック、注意シフトトレーニング、行動実験がある。
- 動画フィードバックとは、不安を感じる場面における振る舞いを治療者が動画撮影し、それを基に「実際には動悸や震え・赤面や発汗などは、客観的に見るとそれほどひどくない（＝他者はひどいと思っていない）」ということを知ってもらえるようサポートする技法である。たとえば、動画を通して客観的に自分の姿を見ると、実は自分が思っていたほど震えていなかった（＝他者からすると震えが気にならない）ということに気づくことができる場合がある。

- 注意シフトトレーニングでは、自分自身の内部の身体感覚（動悸・吐き気など）に向いた意識を、外部（会話の内容・他者の様子など）へとそらすことで、不安を軽減できるようサポートされる。

- 行動実験とは、安全確保行動をせず不安を感じる行動（会話や発表など）をしたとき、恐れていることが実際に起こるか検証する技法である。これによって、不安を感じる行動をしても実際には恐れていることは起こらないと理解でき、不安感が軽減されていく。行動実験を行う際には、あらかじめ患者が恐れていることを丁寧に聞き取り、それが実際に起こるかどうかを検証する方法について、患者と協同で考えていく。また、検証の際には、安全確保行動と自己注目をせずに、他者の反応を注意深く観察できるよう支援する[23][24]。

さらに、行動実験に加えて、インタビュー法も活用することができる。これは、恐れている事柄（他者の評価など）について他者にインタビューをすることで、不安を感じる行動をしても実際には他者は気にしていない（悪い評価をしていない）と認識できるよう、サポートする技法である。
また、リー (2016) ・ホフマン (2012) は、認知行動療法アプローチ・心理教育の一環として、治療に取り組む際に支えとなる次のような認知や考え方を提示している。
- 「自分の内部で起こっていることや、自分がどううまく振る舞うかということに焦点を当てすぎないようにする。代わりに、自分が加わっている会話で、話に耳を傾け自分も参加することに集中する（リー，2016，198頁28-30行）」
- 「他人は、あなたがどれほど不安を感じていても、ほとんど気づかないかもしれない点を覚えておく。あなたが考えているほど、不安が目に見えて表れることはほとんどない（リー，2016，198頁31-33行）」
- 「他人は、必ずしもあなたの言動に注意を払っているわけではない。彼らは注意のほとんどを自分自身のことに向けていることが多く、自らの抱える問題にこそ関心がある（リー，2016，199頁1-3行）」
- 「誰でも不安になることはある。毎回の会話で全て『完璧』に振る舞う必要はどこにもない（リー，2016，199頁5-6行）」
- 「自分らしく自然体でいればよいだけであり、ありのままの自分を受け入れよう（リー，2016，199頁7行）」
- 「他人よりもはるかに、自分で自分に厳しくしていることを学びます。だからこそ、ありのままの自分（人前で何かする状況で完璧でないことを含む）でいることが大切です（ホフマン，2012，83頁8-10行）」
- 「人とかかわる状況での不安感はとても私的な（あなたしかわからない）体験であることを学びます。心臓の高鳴りも、手のひらの発汗も、膝が震えているのも他人からはみえません（ホフマン，2012，83頁14-15行）」
- 「人前での出来が思っている以上に悪くはないことにも気づいていきます。実際、社交不安でない人でも、あなたよりも社会的スキルがずっと足りない人は世間にたくさんいます（ホフマン，2012，83頁24-26行）」
- 「不安が自然に去るのを体験できるように、人とかかわる状況に十分に長くとどまる機会をもつようにしていきます（ホフマン，2012，84頁1-2行）」
- 「人とかかわる状況の最中やその前後に、自分自身を正しく勇気づけ、方向づける方法を学びます（ホフマン，2012，84頁3-4行）」

なお、近年新たに、マインドフルネスやアクセプタンス&コミットメント・セラピーを取り入れた治療法が開発されてきている。また、社交不安症に対する認知行動療法を自宅で受けられる、インターネットを用いた認知行動療法 (ICBT) も注目されている。

### 社会的支援
家族等の身近な人と接するときには社交不安症状が出ないケースがあるため、社交不安を抱える本人の症状やそれによる日常生活の辛さについて、家族等の周囲の人の理解・共感が不足している場合がある。本人の悩みは深刻であるため、想像以上に本人が悩み苦しんでいることを受け止める姿勢が基本となる。気力や気合いだけでどうにかなる病気ではないため叱咤激励せず温かく受け止めるとともに、本人の受診したいという気持ちを否定することなく受診に向けたサポートを行うことが必須である。
また、様々なメディア・機会・場などの活用を通して、社交不安症という病気を知ってもらう工夫や情報提供の場を設けること等を社会全体で推進していくことも重要である。そのような取り組みを通して、「この症状は社交不安症という疾患のせいであるから、自分を責めなくてよく、治療によって症状がなくなっていく」といったことに気づけるようなきっかけ作りも大切となる。